# Kahoku
Kahoku (jap. かほく市 Kahoku-shi) – miasto w Japonii w  prefekturze Ishikawa, w środkowej części wyspy Honsiu.

## Położenie
Miasto leży na wybrzeżu Morza Japońskiego.

## Historia
Kahoku otrzymało status miasta 1 marca 2004, powstało z połączenia miasteczek Takamatsu, Nanatsuka i Unoke.

## Miasta partnerskie
- Niemcy: Meßkirch